# L'invasione degli ultratopi
L'invasione degli ultratopi (The Rats Are Coming! The Werewolves Are Here!) è un film del 1972 diretto da Andy Milligan.
La pellicola è entrata nel pubblico dominio negli Stati Uniti.

## Trama
Il film è incentrato sull'eccentrica famiglia Mooney che vive in una grande casa nell'Inghilterra rurale del 1899. Il patriarca invalido 'Pa' Mooney (Douglas Phair) è un medico in pensione che afferma di avere 180 anni. La figlia maggiore, Phoebe (Joan Ogden), si prende più o meno cura di lui ed è a capo della famiglia. Il figlio maggiore, Mortimer (Noel Collins), è un uomo d'affari che gestisce le finanze della famiglia e contribuisce al reddito familiare. La figlia minore Monica (Hope Stansbury) è una sadica che mantiene ratti vivi come animali domestici e spesso li mutila e altri piccoli animali. Il figlio minore Malcolm (Berwick Kaler) è un sempliciotto con tendenze animalesche; la famiglia lo tiene rinchiuso in una stanza con i polli. L'intera famiglia ha un segreto: sono tutti lupi mannari che, come di regola, si trasformano una volta al mese nelle notti di luna piena. Pa Mooney cerca da anni di trovare un modo per spezzare la maledizione della famiglia.
La figlia minore Diana (Jackie Skarvellis) torna a casa dalla scuola di medicina in Scozia con un nuovo marito, un ex compagno di classe di nome Gerald (Ian Innes), che Pa Mooney disapprova. Pa dice a Diana che è l'ultima speranza che la famiglia abbia di superare l'antica maledizione, dal momento che è l'unico membro della famiglia che non si trasforma in un lupo mannaro. Viene rivelato quindi che Diana ha altri piani e, per di più, ha il suo segreto personale sul perché è "diversa" dagli altri lupi mannari della famiglia Mooney.

## Distribuzione
La pellicola in Italia è stata distribuita esclusivamente in VHS dalla Eagle Home Video con il titolo L'invasione degli ultratopi, così da richiamare il famoso film L'invasione degli ultracorpi nonostante non ci sia nessuna correlazione tra le due pellicole.